# Höggeröd
Höggeröd – miejscowość (tätort) w Szwecji, w regionie administracyjnym (län) Västra Götaland, w gminie Orust.
Według danych Szwedzkiego Urzędu Statystycznego liczba ludności wyniosła: 227 (31 grudnia 2015), 240 (31 grudnia 2018) i 258 (31 grudnia 2019).